# Australia en la Copa Mundial de Rugby de 1987
Los Wallabies fueron una de las 16 naciones invitadas a participar de la Copa Mundial de Rugby de 1987, que se realizó por primera vez en Nueva Zelanda.
Debido a la cercanía Australia jugó de local todos sus partidos, con excepción del tercer puesto, por lo que fue vista como una seria candidata y no llegó a la final solo por una excelente perfomance de Les Bleus.

## Plantel

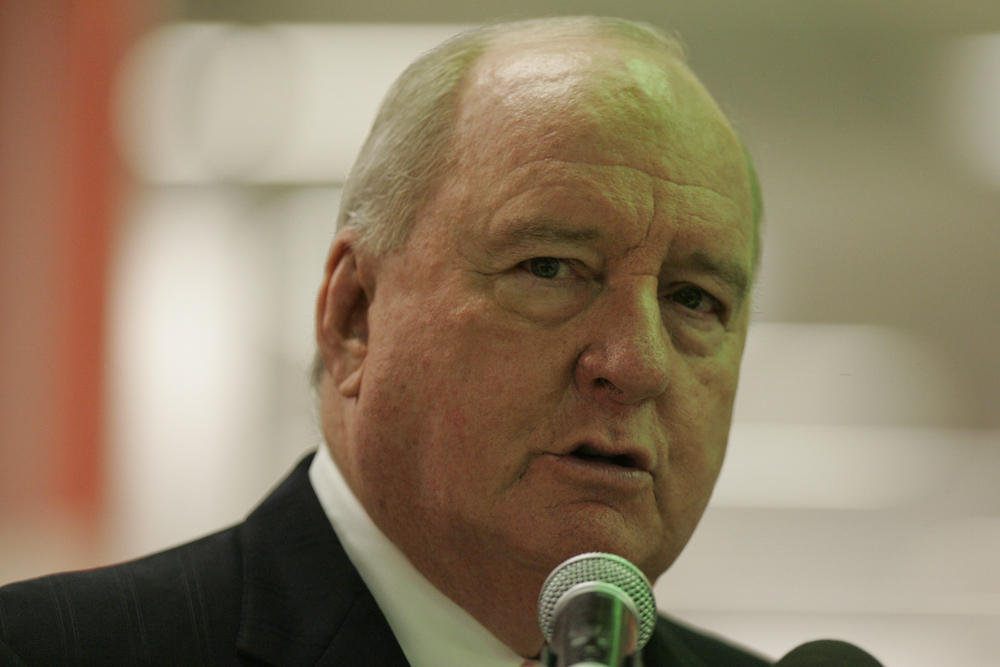
Alan Jones fue el entrenador.

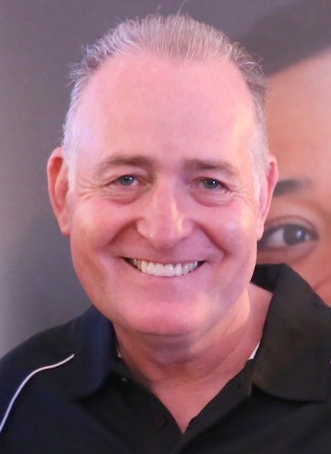
David Campese (11) fue la estrella.

Jones (46 años) llegó con una gran reputación, tras obtener históricos resultados y ganar la Copa Bledisloe. No obstante, no tenía una buena relación con la mayoría del plantel y se lo acusó de ser responsable del retiro prematuro de Mark Ella.
Las edades son a la fecha del último partido de Australia (18 de junio de 1987).
|                        | Jugador           | Edad    | Posición      | Tests | Equipo                    |
| ---------------------- | ----------------- | ------- | ------------- | ----- | ------------------------- |
| Hookers y Pilares      |                   |         |               |       |                           |
|                        | Mark Hartill      | 23 años | Pilar         | 4     | Gordon Rugby              |
|                        | Mark McBain       | 27 años | Hooker        | 4     | Brothers Rugby Club       |
| 3                      | Andy McIntyre     | 31 años | Pilar         | 22    | Queensland Reds           |
|                        | Enrique Rodríguez | 34 años | Pilar         | 15    | Warringah Rugby Club      |
| 2                      | Thomas Lawton     | 24 años | Hooker        | 22    | Souths Rugby              |
| 1                      | Cameron Lillicrap | 24 años | Pilar         | 1     | Souths Rugby              |
| Segundas líneas        |                   |         |               |       |                           |
| 5                      | William Campbell  | 25 años | Segunda línea | 9     | Queensland Reds           |
| 4                      | Steve Cutler      | 26 años | Segunda línea | 19    | New South Wales Waratahs  |
|                        | Troy Coker        | 22 años | Segunda línea | 0     | Queensland Reds           |
| Alas y Octavos         |                   |         |               |       |                           |
| 7                      | David Codey       | 29 años | Ala           | 8     | GPS Rugby                 |
|                        | Jeff Miller       | 24 años | Ala           | 3     | North Brisbane Rugby Club |
| 6                      | Simon Poidevin    | 28 años | Ala           | 43    | New South Wales Waratahs  |
|                        | Ross Reynolds     | 28 años | Octavo        | 9     | Gordon Rugby              |
| 8                      | Steve Tuynman     | 24 años | Octavo        | 19    | Eastwood Rugby Club       |
| Medios scrum           |                   |         |               |       |                           |
| 9                      | Nick Farr-Jones   | 25 años | Medio scrum   | 17    | New South Wales Waratahs  |
|                        | Brian Smith       | 20 años | Medio scrum   | 14    | Queensland Reds           |
| Aperturas y Centros    |                   |         |               |       |                           |
|                        | Michael Cook      | 25 años | Centro        | 2     | Queensland Reds           |
|                        | Anthony Herbert   | 20 años | Centro        | 1     | GPS Rugby                 |
|                        | Steve James       | 27 años | Apertura      | 1     | New South Wales Waratahs  |
| 10                     | Michael Lynagh    | 23 años | Apertura      | 16    | Queensland Reds           |
| 12                     | Brett Papworth    | 23 años | Centro        | 8     | New South Wales Waratahs  |
| 13                     | Andrew Slack      | 31 años | Centro        | 33    | Queensland Reds           |
| Fullbacks y Wings      |                   |         |               |       |                           |
|                        | Matthew Burke     | 22 años | Wing          | 15    | Randwick DRUFC            |
| 11                     | David Campese     | 24 años | Wing          | 27    | New South Wales Waratahs  |
|                        | Roger Gould       | 30 años | Fullback      | 24    | Wests Rugby               |
| 14                     | Peter Grigg       | 28 años | Wing          | 20    | Queensland Reds           |
| 15                     | Andrew Leeds      | 22 años | Fullback      | 1     | Parramatta Rugby Club     |
| Entrenador: Alan Jones |                   |         |               |       |                           |

## Participación

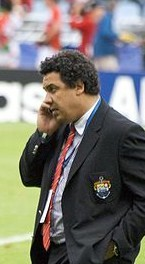
Serge Blanco (15) anotó el try de la eliminación australiana.

Australia integró el grupo A junto a las Águilas, la candidata Inglaterra y los entonces débiles Brave Blossoms.
El debut fue la prueba más importante, la Rosa del entrenador Martin Green formó con: Gary Pearce, Steve Bainbridge, la estrella Peter Winterbottom, Richard Harding, Jamie Salmon y el capitán Mike Harrison. Los Wallabies forzaron a los ingleses y vencieron 19–6.

### Fase final
Los cuartos puso delante al XV del Trébol, del técnico Mick Doyle y los representantes: Philip Orr, el capitán Donal Lenihan, Phillip Matthews, Michael Bradley, la estrella Michael Kiernan y Hugo MacNeill. Los oceánicos derrotaron cómodamente a Irlanda.
Las semifinales los cruzó ante Les Bleus, que habían eliminado a Fiyi, eran dirigidos por el destacado Jacques Fouroux y formaban: el capitán Daniel Dubroca, Jean Condom, Dominique Erbani, Pierre Berbizier, el talentoso Philippe Sella y la estrella Serge Blanco. Un espectacular try de Blanco en el último minuto, les dio el triunfo a los franceses.

### Tercer puesto
El partido consuelo fue contra los Dragones rojos, que habían eliminado a Inglaterra y caído ante los All Blacks. El entrenador Tony Gray alineó su equipo más fuerte: Alan Phillips, el capitán Dick Moriarty, Gareth Roberts, la estrella Robert Jones, John Devereux y Adrian Hadley.

## Legado
Fue la segunda mejor participación en la era aficionada y estuvo acorde con el rendimiento wallaby durante los años 1980.
El duelo contra Francia fue el mejor partido del mundial y es considerado de los mejores en toda la historia. La derrota con Gales es la mejor participación mundialista de los británicos.
Un tercio del plantel: Campese, Coker, Cutler, Farr-Jones, Herbert, Lillicrap, Lynagh, Miller y Poidevin; se consagró campeón en la siguiente edición.